# Osmar López Benítez
Osmar Pedro López Benítez (ur. 14 czerwca 1975 w Maciel) – paragwajski duchowny katolicki, biskup San Juan Bautista de las Misiones od 2025.

## Życiorys
Święcenia kapłańskie otrzymał 22 grudnia 2001 i został inkardynowany do diecezji Carapeguá. 
5 kwietnia 2025 papież Franciszek mianował go biskupem ordynariuszem diecezji San Juan Bautista de las Misiones. Sakry udzielił mu 14 czerwca 2025 biskup diecezji Carapeguá, Celestino Ocampo Gaona. 